# Octávio (football)
Pour les articles homonymes, voir Octávio.
Octávio Merlo Manteca, plus connu en tant qu'Octávio, né le 29 décembre 1993 à Rio de Janeiro au Brésil, est un footballeur brésilien. Il évolue au poste de milieu relayeur au Lokomotiv Sofia.

## Biographie
Il joue 12 matchs en première division brésilienne avec l'équipe de Botafogo, inscrivant un but.

## Palmarès
- Champion du Brésil de Série B (D2) en 2015 avec Botofago